# Rauwolscina
Rauwolscina, también conocido como isoyohimbina, α-yohimbina, y corynanthidina, es un alcaloide que se encuentra en diversas especies dentro de los géneros Rauwolfia y Pausinystalia (anteriormente conocido como Corynanthe).
Se trata de un estereoisómero de yohimbina. La rauwolscina es un estimulante del sistema nervioso central y un anestésico local.
Rauwolscina actúa predominantemente como un antagonista del receptor adrenérgico alfa 2. También se ha demostrado que funciona como agonista parcial del receptor 5-HT1A y del receptor 5-HT 2A y como antagonista del receptor 5-HT 2B.